# Tobias Jaag
Tobias Jaag (* 1947 in Zürich) ist ein Schweizer Rechtswissenschaftler.

## Leben
Von 1968 bis 1972 studierte er Rechtswissenschaft an der Universität Zürich (1972 Lizentiat beider Rechte, 1976 Doktorat der Rechtswissenschaft). Nach der Habilitation 1985 an der Universität Zürich war er von 1990 bis 2013 Ordinarius für Staats- und Verwaltungsrecht, seit 1997 auch für Europarecht.

## Schriften (Auswahl)
- Die Zweite Kammer im Bundesstaat. Funktion und Stellung des schweizerischen Ständerates, des deutschen Bundesrates und des amerikanischen Senats. Zürich 1976, ISBN 3-7255-1752-5.
- Die Abgrenzung zwischen Rechtssatz und Einzelakt. Zürich 1985, ISBN 3-7255-2412-2.
- mit Laura Bucher und Reto Häggi Furrer: Staatsrecht der Schweiz. Zürich 2011, ISBN 978-3-03-751374-3.
- mit Markus Rüssli: Staats- und Verwaltungsrecht des Kantons Zürich. Zürich 2019, ISBN 978-3-7255-7133-8.